# Robert Julius Trumpler
Robert Julius Trumpler (bis 1915 Robert Trümpler, * 2. Oktober 1886 in Zürich, Schweiz; † 10. September 1956 in Berkeley, Kalifornien) war ein aus der Schweiz stammender US-amerikanischer Astronom.
Im Jahr 1915 ging Trumpler in die USA, um eine Anstellung am Allegheny Observatory anzunehmen. Später ging er an das Lick Observatory. Im Jahr 1921 wurde er Staatsbürger der USA. 1932 wurde er in die National Academy of Sciences gewählt. 1938 wechselte er als Professor an die University of California, Berkeley, wo er bis zu seiner Emeritierung 1951 blieb. Danach lebte er in Rio del Mar.
Trumpler ist vor allem durch seine Klassifizierung offener Sternhaufen bekannt und für die Entdeckung des Phänomens der Lichtabsorption durch interstellaren Staub. Ein Marskrater und ein Mondkrater wurden nach ihm benannt.
Die Astronomical Society of the Pacific vergibt jährlich den Robert J. Trumpler Award.